# Mozart-Denkmal (Wien)

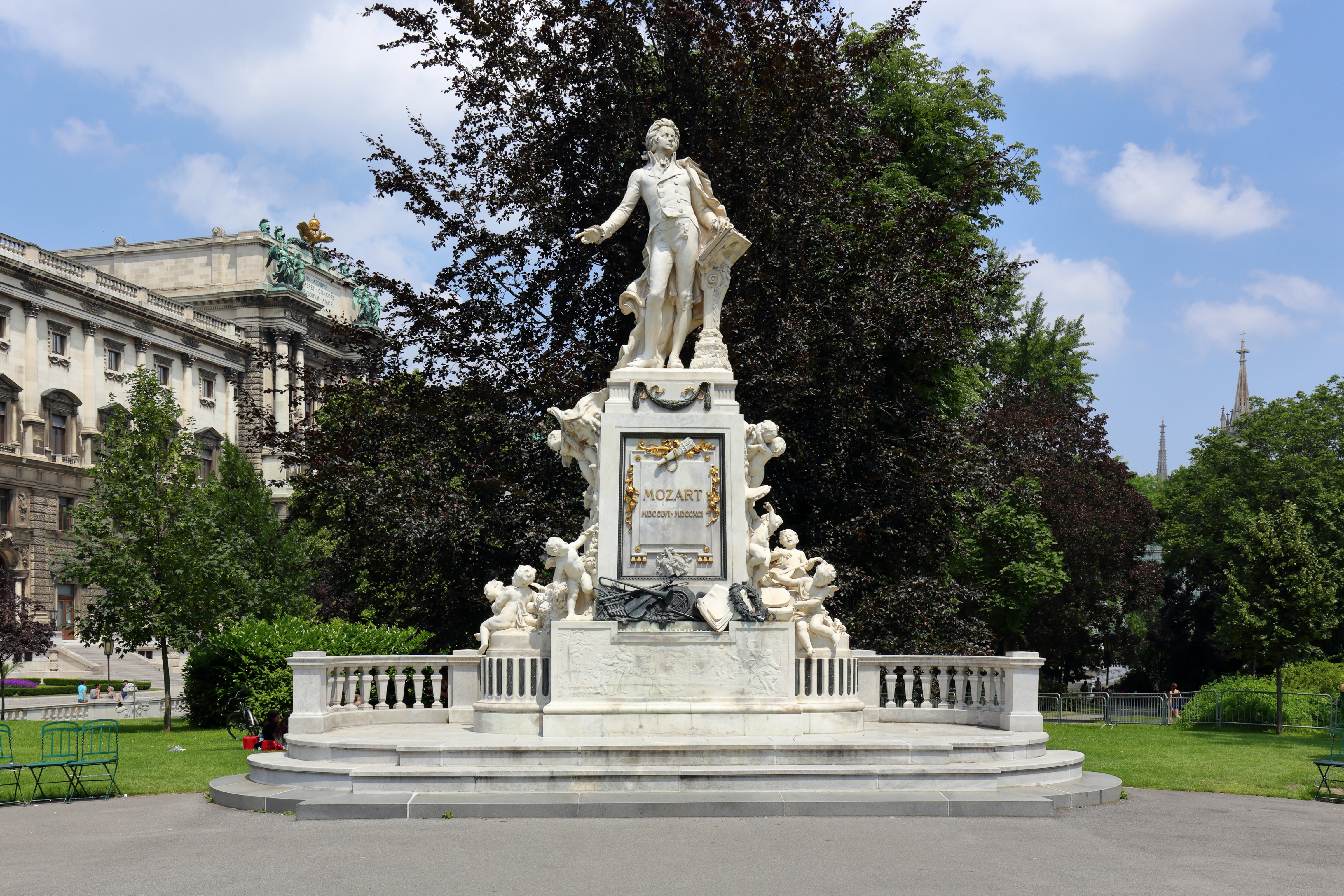
Das Mozartdenkmal im Burggarten

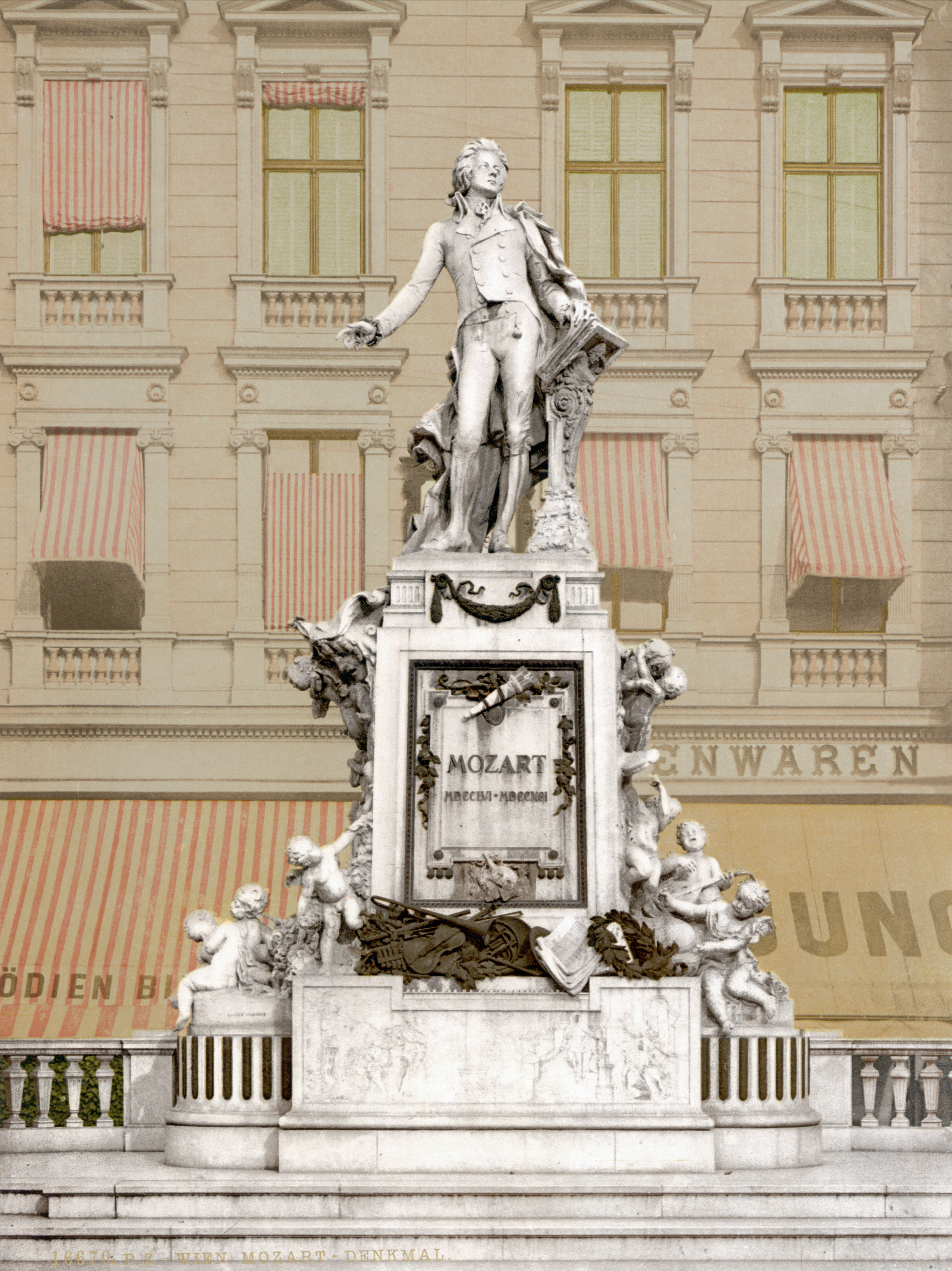
Das Denkmal um 1900 an seinem ursprünglichen Standort auf dem Albertinaplatz

Das Mozart-Denkmal zu Ehren des Komponisten Wolfgang Amadeus Mozart (1756–1791) in Wien befindet sich seit 1953 im Burggarten im 1. Bezirk Innere Stadt. Das Denkmal steht direkt beim Eingang gegenüber der Eschenbachgasse und ist vom Burgring aus gut zu sehen.
Das 7,5 Meter hohe Monument wurde von dem Architekten Karl König (1841–1915) und dem Bildhauer Viktor Tilgner (1844–1896) geschaffen und am 21. April 1896, fünf Tage nach Tilgners Tod, auf dem Albrechtsplatz (heute Albertinaplatz) enthüllt. Viktor Tilgners Signatur wurde um das Todesdatum des Künstlers ergänzt.

## Beschreibung
Die Skulpturen bestehen aus Laaser Marmor (Vinschgau, Südtirol), die Stufen der Basis aus dunklem Diorit. Dargestellt ist der Komponist mit Notenpult auf einem Sockel, der mit Ornamenten, Masken und Kränzen geschmückt ist und von einer halbkreisförmigen Balustrade aus grobem Sterzinger Marmor (Südtirol) umrahmt wird. Die bewegten Puttenfiguren am Sockel, die die Macht der Mozartschen Musik darstellen, deuten stilistisch schon auf den Jugendstil hin. Ein Relief auf der Vorderseite stellt mit Die Einladung und das Erscheinen des Steinernen Gastes zwei Szenen aus Mozarts Oper Don Giovanni dar, auf der Rückseite ist Mozart im Alter von sechs Jahren mit Vater und Schwester abgebildet, wobei eine Zeichnung von Louis Carmontelle als Vorlage diente.

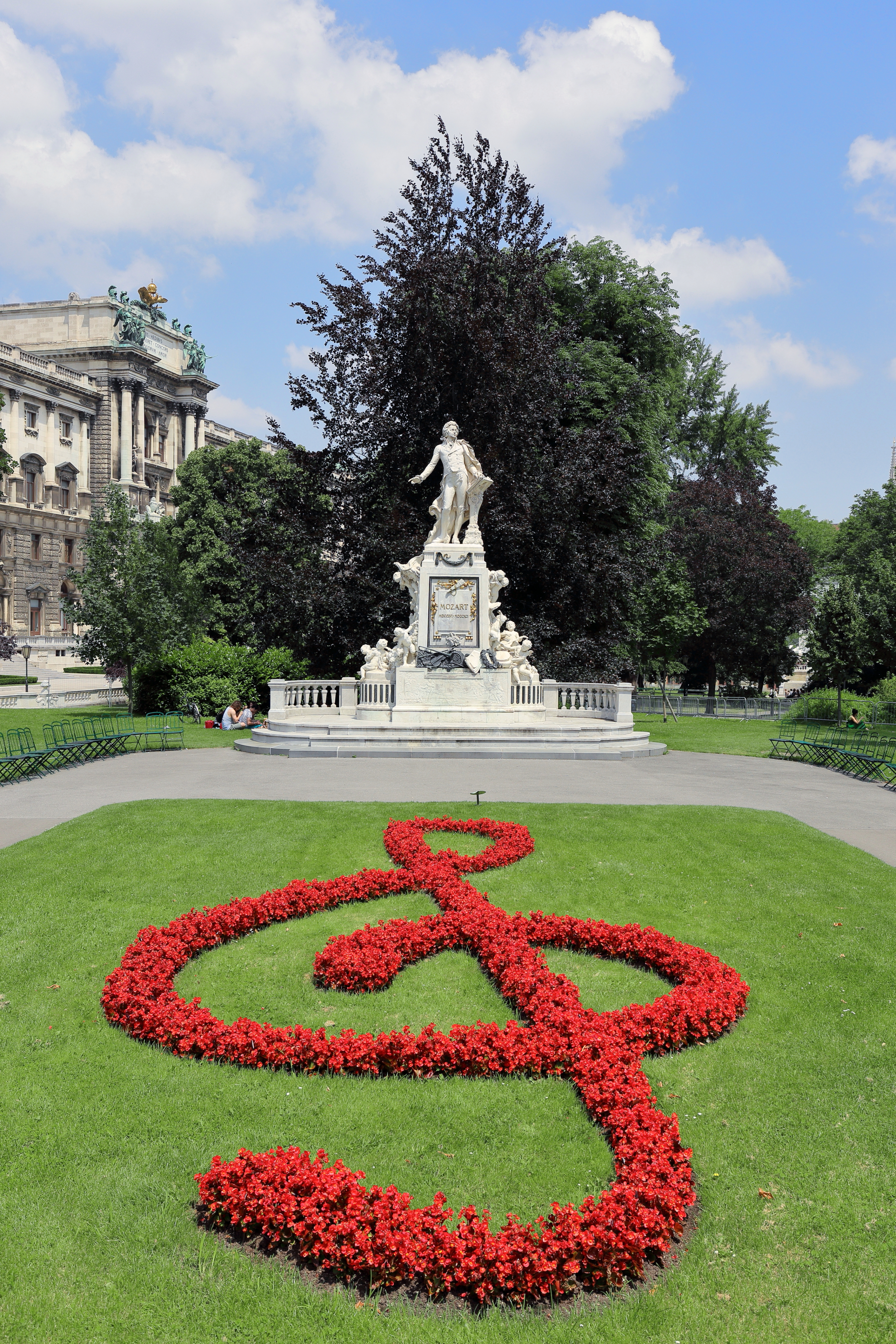
Notenschlüssel und Statue
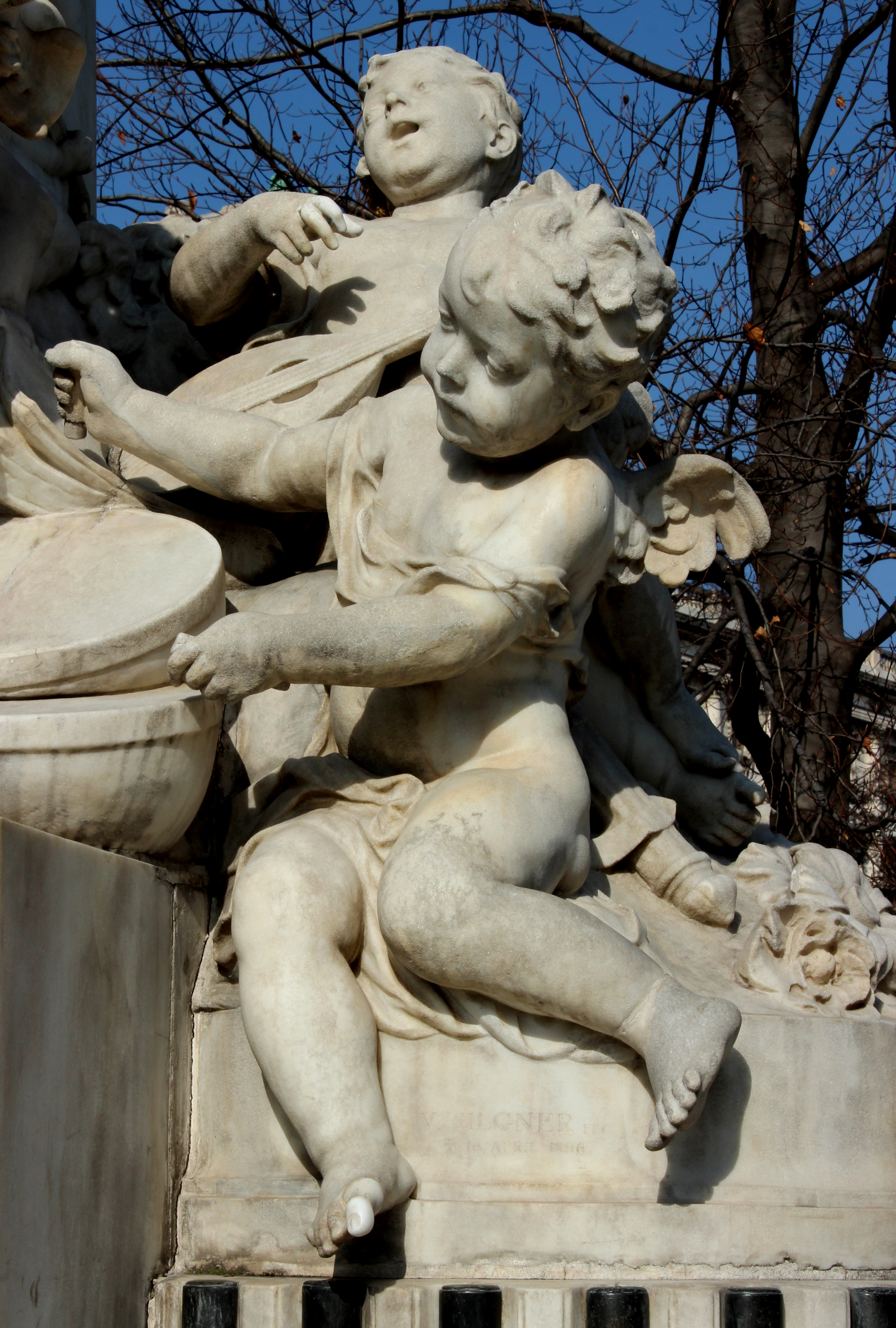
Putti und Signatur Tilgners
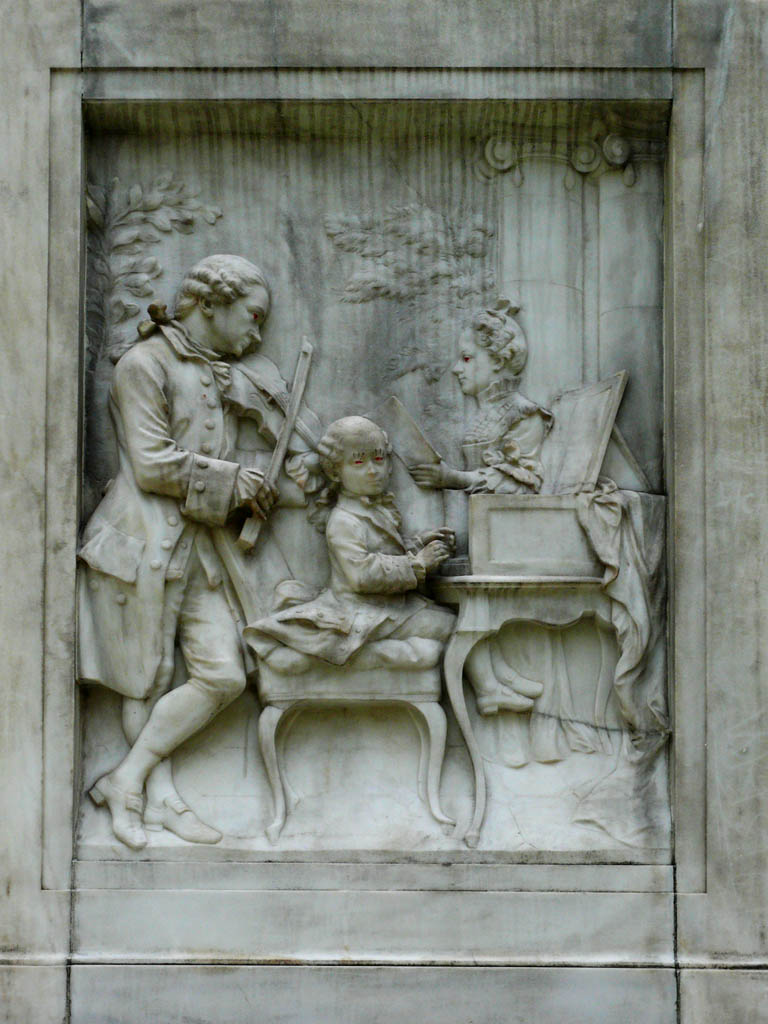
Reliefrückseite
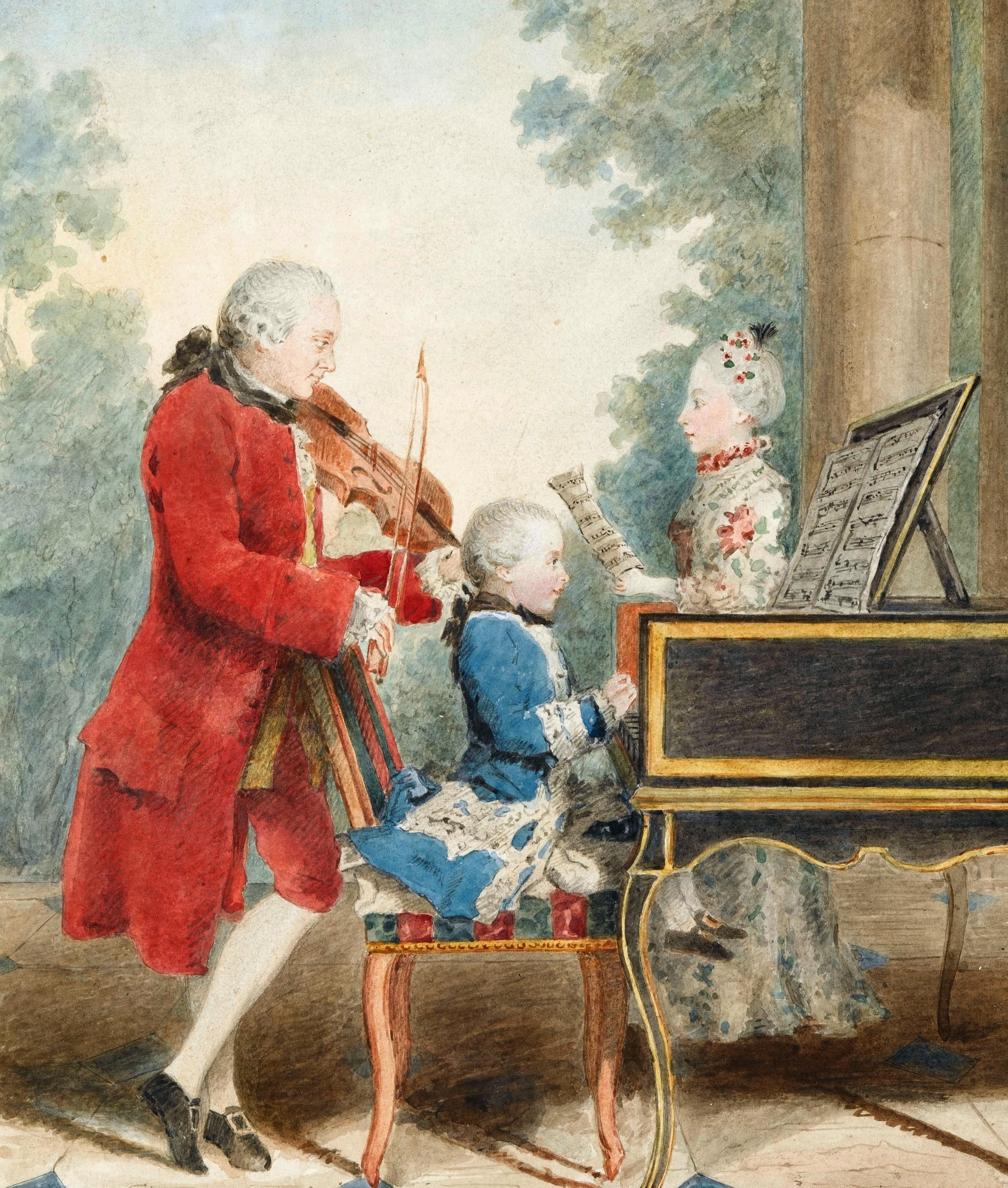
Vorlage für die Rückseite von Louis Carmontelle

## Geschichte
Die Denkmalkasse zur Errichtung eines Mozart-Monuments wurde schon 77 Jahre vor der Enthüllung gegründet. Doch sowohl die Wahl des Standorts als auch der Denkmalsgestaltung war problematisch. So standen Rathauspark, Stadtpark und Albrechtsplatz für den Aufstellungsort in Frage. Für die Suche nach dem passenden Entwurf benötigte es zwei Künstlerwettbewerbe, wobei Viktor Tilgners Vorschlag von der Fachjury nur den zweiten Platz erhielt. Das Mozart-Denkmal-Komitee zog seinen Entwurf aber dem erstgereihten von Edmund von Hellmer vor.
Beim Luftangriff am 12. März 1945 wurde das Monument beschädigt und nach seiner Restaurierung am 5. Juni 1953 an seinem jetzigen Standort im Burggarten aufgestellt. Dabei wurde das Denkmal um zwei Pfeiler aus St. Margarethener Kalksandstein ergänzt. Vor dem Denkmal befindet sich eine Blumenrabatte in Form eines Notenschlüssels. Mit der Neuaufstellung des Denkmals wurde ein zusätzlicher Eingang von der Ringstraße in den Burggarten geschaffen.
Die Stadt Wien schenkte 1992 Tokio eine Kopie des Denkmals.

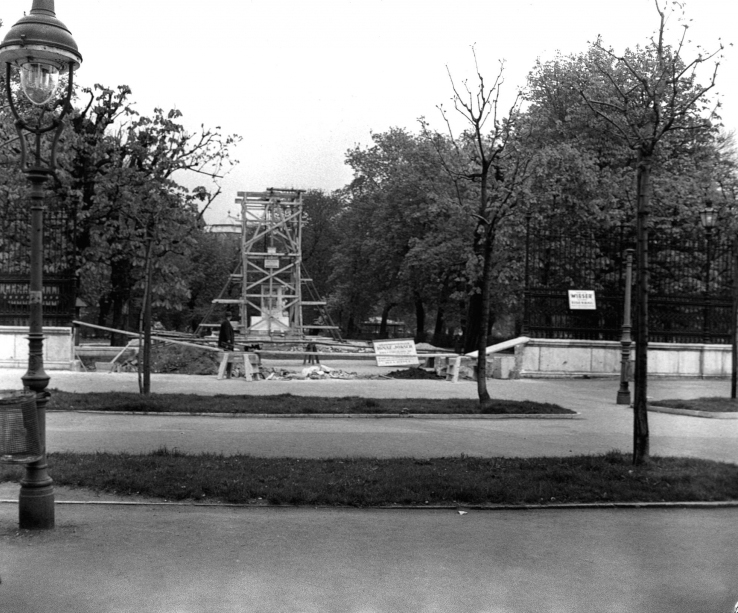
Bauarbeiten: Im Burggarten wird der Sockel errichtet (17. April 1953)
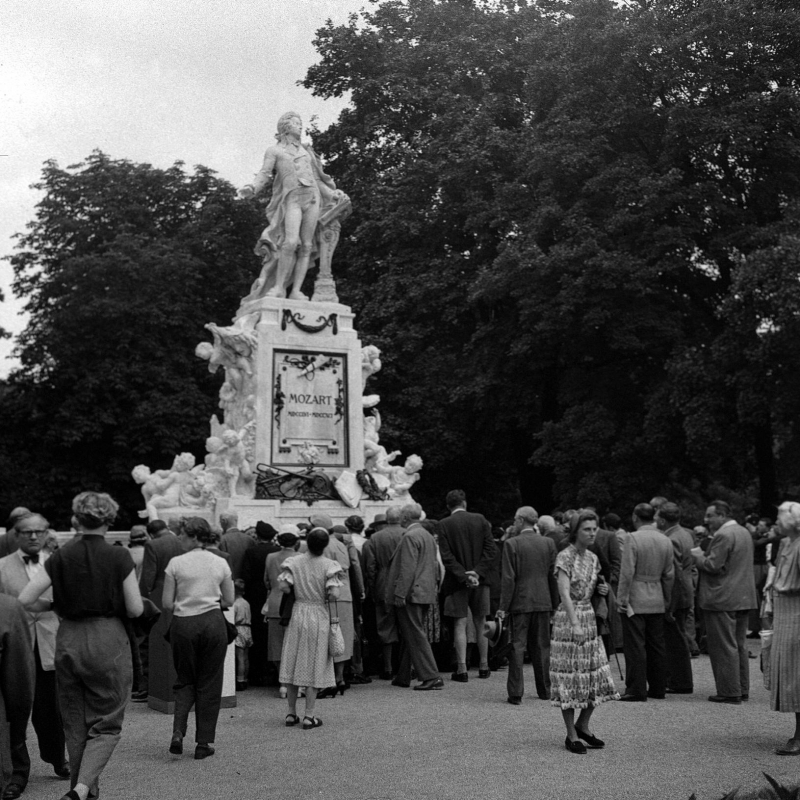
Das neu errichtete Denkmal (17. Juni 1953)